# Danny Duffy
Pour les articles homonymes, voir Duffy.
Daniel Richard Duffy (né le 21 décembre 1988 à Goleta, Californie, États-Unis) est un lanceur gaucher des Ligues majeures de baseball qui a joué pour les Royals de Kansas City de 2011 à 2021 avant d'être échangé aux Dodgers de Los Angeles.
Duffy fait partie de l'équipe des Royals championne de la Série mondiale 2015.

## Carrière
Danny Duffy est le choix de troisième ronde des Royals de Kansas City en 2007.
Il apparaît chaque année de 2008 à 2011 sur la liste des dix meilleurs joueurs d'avenir de l'organisation des Royals,,,. Malgré ce succès d'estime dans les ligues mineures, Duffy décide au début 2010 d'abandonner le baseball, à l'âge de 21 ans. Il revient cependant sur sa décision deux mois plus tard et sa persévérance lui vaut d'apparaître début 2011 au 68e rang du top 100 des meilleurs espoirs des équipes du baseball majeur selon Baseball America.
Duffy fait ses débuts dans les majeures le 18 mai 2011 alors qu'il est le lanceur partant des Royals de Kansas City face aux Rangers du Texas. Il accorde six buts-sur-balles en seulement quatre manches lancées mais limite l'adversaire à deux points et impressionne par la vélocité de sa balle rapide. Les Royals perdent la rencontre mais le jeune lanceur gaucher n'est pas impliqué dans la décision. Il remporte sa première victoire le 14 juin contre les Athletics d'Oakland. En 20 départs à sa saison recrue, Duffy remporte 4 victoires contre 8 défaites avec une moyenne de points mérités de 5,64 en 105 manches et un tiers lancées.
Duffy joue en séries éliminatoires, mais uniquement comme lanceur de relève. Il atteint la Série mondiale avec Kansas City en 2014 et 2015. Il fait partie de l'équipe des Royals championne de la Série mondiale 2015.
Ses 188 retraits sur des prises réussies en 2016 représentent le nouveau record d'équipe des Royals pour un lanceur gaucher.
En janvier 2017, il signe un contrat de 65 millions de dollars pour 5 ans avec Kansas City.